# Vetenskapligt namn

Det hierarkiska systemet i biologin

Ett vetenskapligt namn är ett namn som följer internationellt överenskomna principer och som används för att skapa en standardiserad nomenklatur inom ett vetenskapligt fält. Inom zoologi och botanik används exempelvis en binomial nomenklatur. Vetenskapliga namn ges dock även till företeelser, fenomen och egenskaper.
Inom västerländsk forskning är de vetenskapliga namnen oftast en blandning av grekiska och latin, med inslag av andra språk, men oftast i latiniserad språkdräkt. Beroende på forskarsamhällets gemensamma språk för internationell kommunikation och vetenskapligt utbyte ges föremål och företeelser namn inom det aktuella forskningsfältet på det vanligast förekommande språket. På grund av det starka latinska inflytandet på dessa namn används felaktigt begreppet latinskt namn.
Inom medicinsk forskning har den västerländska traditionen grekiska och latinska benämningar, men numera har ett allt större inflytande av engelska utvecklats. Det internationella utbytet har också utökats med framstående naturvetenskapliga forskare från till exempel Japan och Indien.
Också inom samhällsvetenskaplig och humanistisk forskning, som filosofi, psykologi, språkvetenskap och litteratur ges övergripande och detaljerade fenomen gemensamma internationellt accepterade namn för att underlätta utbytet av vetenskapliga fynd forskare emellan.

## Binomial nomenklatur i biologi
Binomial nomenklatur är vetenskapliga namn som används inom botanik och zoologi för att systematisera taxa av levande organismer. Binomial syftar på det tvådelade namn som namnger en art, där det första ledet är släktnamnet och det andra ledet är artepitet.

### Oklarhet om ”artnamn” och ”artepitet”
På svenska kallas andra ordet i binomiala vetenskapliga artnamn ofta ”artepitet” för alla arter. Det internationella regelverket International Code of Nomenclature for algae, fungi, and plants säger att andra ordet skall kallas ”specific epithet” i namn på växter, alger och svampar, men International Code of Zoological Nomenclature säger i sin engelska version att andra ordet skall kallas ”specific name” i djurnamn. Den franska versionen av regelverket för djur, Code International de Nomenclature Zoologique säger att andra ordet i ett vetenskapligt artnamn kallas ”l’épithète spécifique (ou nom spécifique)”. De engelska och de franska versionerna har lika auktoritet enligt International Commission on Zoological Nomenclature (ICZN), men ICZN medger att där finns språkliga skillnader mellan den engelska och den franska texten, vilket skapar (av ICZN icke specificerade) oklarheter om versionernas auktoritativa mening.
Att skriva ”artnamn” om andra ordet i ett vetenskapligt namn på svenska är därför fel i botanik, men fullt möjligt i zoologi, fast även zoologer ofta skriver ”artepitet” på svenska. En svårighet är, att svenskan ej kan göra samma skillnad som engelskan (liksom franskan) kan göra mellan ”species name” (hela det tvåledade vetenskapliga namnet) och ”specific name” (senare ordet i ett tvåledat vetenskapligt namn).
Ett exempel på ett vetenskapligt namn är Pyracantha angustifolia, där släktnamnet Pyracantha är latiniserad grekiska för eldtorn och artepitetet angustifolia är latin för "har smala blad".

### Taxon
Taxonomi är vetenskapen om indelning – eller klassificering – av organismerna i taxa, det vill säga domän, rike, stam, klass, ordning, familj, släkten, art, underart, etc.

### Typer
Typ är ett annat begrepp inom taxonomin. En typ är det första taxon som beskrevs av en art, ett släkte, en familj etc, och som sedan fungerar som referens för den taxonomiska gruppen. Användandet och appliceringen av typer regleras inom zoologin av International Commission on Zoological Nomenclature (ICZN) som ger ut referensverket "International Code on Zoological Nomenclature". Inom botaniken finns motsvarigheten i International Code of Nomenclature for algae, fungi, and plants (ICN), vilken underhålls av International Association of Plant Taxonomy.
Enligt ICZN är typ en term som används som ett ord, eller bildar en del av ett sammansatt ord, för att beteckna ett speciellt exemplar eller taxon. En typ fungerar således som referens för definitionen av ett specifikt taxon. Det innebär att om man vill veta vad auktorn till Kockelella variabilis menade med just det namnet, måste man alltid gå tillbaka till den relevanta typen för vidare jämförelse. I det ovan nämnda fallet är den publicerad av Otto Walliser 1957.